# 早碁選手權戰
早碁選手權戰是日本圍棋快棋賽事，由東京電視台主辦並以「日曜圍棋對局」為名播放。賽事從1968年開始舉辦，到2002年共舉行35屆，2003年和鶴聖戰合併並更名「超級早碁」。
賽事由日本棋院和關西棋院共16名棋手參加，包括獎金榜前位棋手和新銳淘汰賽戰優勝者。比賽採用淘汰賽制，除12至18屆決賽為三局制外，所有對戰均為一局定勝負。比賽前16屆每人10分鐘，用完後每手30秒；17至33屆每人5分鐘，用完後每手30秒，有兩次3分鐘考慮時間；最後兩屆每手10秒，有10次1分鐘考慮時間。
優勝次數最多者為趙治勳，共7次；小林光一在1973年以新銳淘汰賽戰優勝者身分獲勝。